# 廣峯神社
廣峯神社（ひろみねじんじゃ）是位在日本兵庫縣姫路市的神社。舊社格為縣社（現神社本廳的別表神社），別稱廣峯牛頭天王。日本全國牛頭天王之總本宮（但是，八坂神社也主張是牛頭天王總本宮）。
明治的神佛分離令以前稱作天王山增福寺、廣嶺山增福寺等，祭神是牛頭天王，本殿內有作為本地佛的藥師如來。

## 關連項目
- 廣峰山
- 祇園信仰

## 外部連結
- 広峯神社古文書